# Dasineura frangulae
Dasineura frangulae är en tvåvingeart som först beskrevs av Jean-Jacques Kieffer 1917.  Dasineura frangulae ingår i släktet Dasineura och familjen gallmyggor. Inga underarter finns listade i Catalogue of Life.